# Hubert Burda Media

Konzernzentrale in Offenburg (2018)

Die Hubert Burda Media ist ein international tätiger deutscher Medienkonzern mit Stammsitz im baden-württembergischen Offenburg.
Seine Geschichte geht auf die 1903 in Philippsburg gegründete Druckerei von Franz Burda I. (1873–1929) zurück. Unter Franz Burda, dem Sohn des Gründers, prosperierte das Unternehmen in der NS-Zeit, in der es von der Arisierung einer jüdischen Druckerei profitierte und sich darauf spezialisierte, Karten für die Wehrmacht zu drucken.
In den Nachkriegsjahrzehnten wuchs das Unternehmen organisch und durch Übernahmen. 1986 wurde die Unternehmensgruppe zwischen den drei Söhnen Franz, Frieder und Hubert Burda aufgeteilt. In den 1980er und 1990er Jahren entwickelte sich der mittelständische Burda-Verlag zum Großkonzern, der heute gemessen am Umsatz zu den größten Medienunternehmen Deutschlands zählt. Bekannte Medienmarken sind die Illustrierten „Bunte“ und „Superillu“, die Frauenzeitschriften „Freundin“ und „InStyle“, das Nachrichtenmagazin „Focus“ und die Computerzeitschrift „Chip“. Außerdem gehören beispielsweise HolidayCheck, XING und kununu zum Konzern. Im Jahr 2021 war Hubert Burda Media das sechstgrößte Medienunternehmen in Deutschland.

## Geschichte

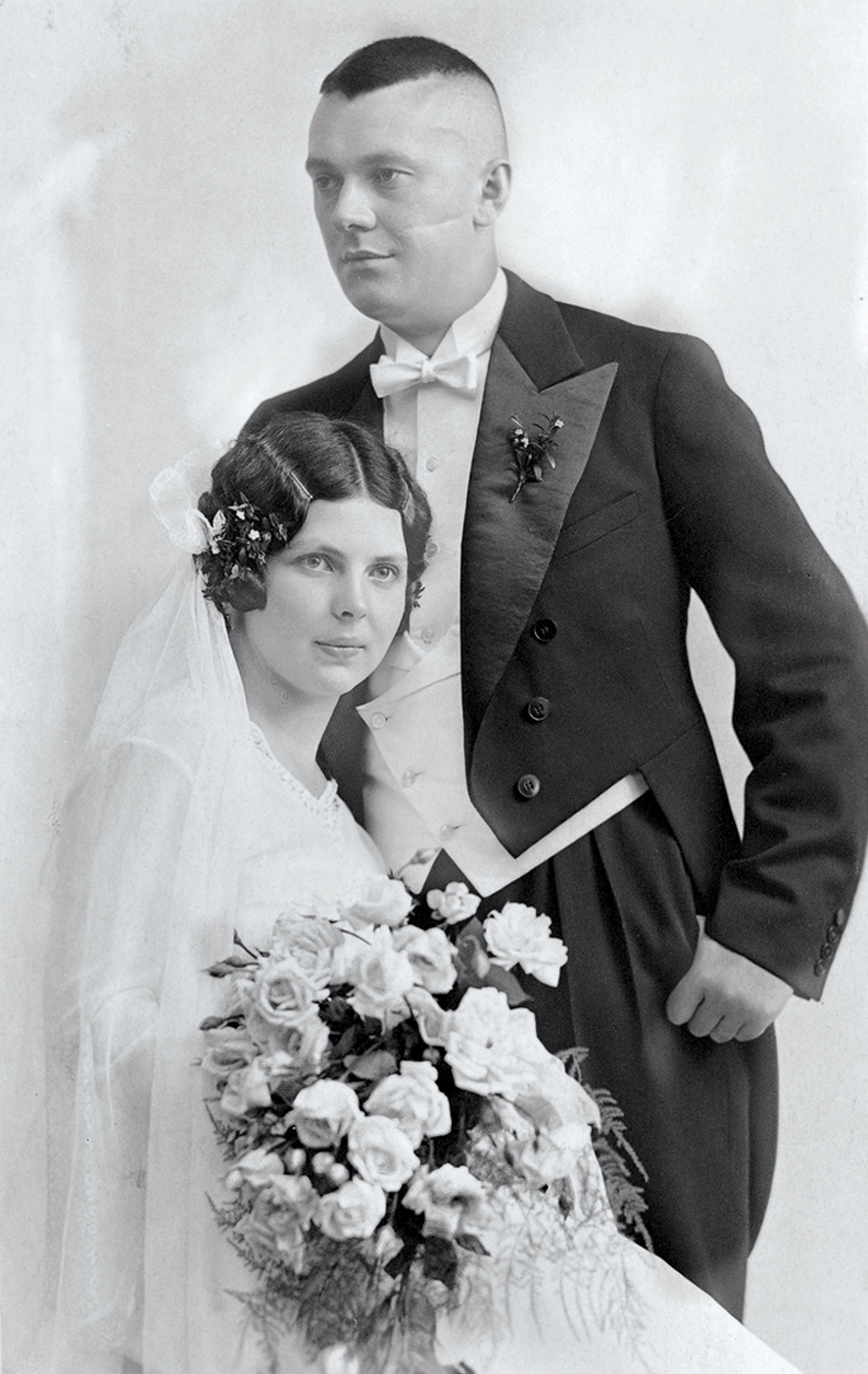
Hochzeitsfoto von Aenne und Franz Burda senior (1931)

### Gründung als Druckerei
Ab 1903 betrieb Franz Burda („I.“), Vater von Franz Burda senior („II.“) und Großvater von Franz Burda junior („III.“), Frieder und Hubert Burda in Philippsburg eine kleine Druckerei. Diese war wirtschaftlich nicht erfolgreich, weshalb Burda 1908 in Offenburg einen neuen Betrieb eröffnete.
1927 brachte das Unternehmen die erste Radio-Programmzeitschrift Deutschlands „Die Sürag“ auf den Markt, im Untertitel die grosse Radio-Zeitschrift. Ihr Name lehnte sich an den Namen des Süddeutschen Rundfunks an. Die Startauflage betrug 3000 Exemplare. 1929 übernahm Franz Burda senior den Betrieb seines Vaters und die Redaktionsleitung der Sürag. Er baute die Geschäfte nennenswert aus. Anfang der 1930er Jahre erreichte die Zeitschrift bereits eine Auflage von über 85.000 Exemplaren, die Anzahl der Mitarbeiter stieg von 3 auf rund 100. Der eigentliche Aufstieg des Unternehmens begann aber erst 1934 mit dem Neubau der Druckerei und der Umstellung auf das Tiefdruckverfahren.

### Geschäfte in der NS-Zeit
Am 2. April 1933 betonte Franz Burda in der Sürag die nationalsozialistische Gesinnung seines Betriebs. Er erklärte, keine jüdischen Mitarbeiter oder Gesellschafter zu haben. Zuvor hatten Werber der nationalsozialistischen Programmzeitschriften NS-Funk und Der Deutsche Sender gegenteilige Behauptungen verbreitet.
Im Rahmen der Arisierung (auch „Entjudung“) nutzte Burda im September 1938 die Gelegenheit, zusammen mit Karl Fritz, dem Inhaber von Südwestdruck, die Druckerei Gebrüder Bauer in Mannheim günstig zu kaufen. Die Gesellschafter der Druckerei waren Juden: Berthold, Karl und Ludwig Reiss. Es handelte sich um einen der größten und modernsten Druckereibetriebe des Deutschen Reiches; er beschäftigte 250 bis 300 Mitarbeiter, war voll ausgelastet und erzielte einen Jahresumsatz von 1,5 bis 2 Millionen Reichsmark (RM). Laut Kaufvertrag waren für die Druckereimaschinen 375.000 RM und für die Firmengrundstücke 211.000 RM zu zahlen. Offenbar wurde zudem auch eine Entschädigung für künftig entgangene Gewinne vereinbart, die die Kaufsumme auf 800.000 RM erhöhte. Einige Monate blieb Berthold Reiss im Mannheimer Betrieb weiter beschäftigt und steuerte zusammen mit Franz Burda, seit dem 1. Oktober 1938 Mitglied der NSDAP, den Betrieb. Im Oktober 1939 wurde der Kaufpreis auf Initiative von Karl Fritz um 200.000 RM gesenkt, Burda schloss sich diesem Begehren an. Als Grund nannten sie, das Mannheimer Unternehmen sei „‚heruntergewirtschaftet‘ gewesen, die Maschinen alt, die Gewinne nicht so hoch wie behauptet“. Der faktisch bezahlte Kaufpreis lag schließlich bei 545.000 RM.
Zu Beginn des Zweiten Weltkriegs beschäftigte Burda rund 600 Mitarbeiter. 1941 wurde die Produktion der Zeitschrift „Die Sürag“ kriegsbedingt eingestellt, das Unternehmen druckte stattdessen nun Landkarten für das Oberkommando des Heeres und Luftbilder in mehrfarbigem Tiefdruck für die Luftwaffe. Das Blatt Tscherkassy der Kartographischen Anstalt Dr. Franz Burda galt als der weltweit erste mehrfarbige Kartentiefdruck. Das durch Bombenangriffe zerstörte Mannheimer Werk wurde 1943 nach Lahr-Dinglingen verlegt.
Die Geschichte des Burda-Verlags während des Dritten Reichs wurde beispielsweise von Salomon Korn, Vizepräsident des Zentralrats der Juden in Deutschland, als „Lehrstück für kommende Generationen über die Frage nach Schuld und Gewissen, nach Verstrickung und Umgang mit dieser Erblast“ bezeichnet.

### Nach dem Zweiten Weltkrieg
Am 17. September 1945 klagte Berthold Reiss, der einzige Überlebende der früheren Inhaber, Fritz und Burda an, Gebrüder Bauer zu einem niedrigen Preis erworben zu haben und beantragte die Beschlagnahme von Burdas Vermögen. Am 3. und 4. Oktober 1945 trafen sich Reiss und Burda, sie einigten sich auf eine Abgeltung der Ansprüche. Reiss zog die Klage zurück und bescheinigte Burda, sich ihm gegenüber korrekt verhalten zu haben. Im Oktober 1948 wurde vereinbart: „Der vom Kaufpreis abgezogene Betrag von 205.000 Reichsmark soll nachgezahlt werden, zuzüglich Zinsen und ‚Vergütung für den Firmenwert‘, insgesamt 323.000 neue Deutsche Mark. Außerdem wurde ein Vergleich geschlossen, der eine endgültige Abfindungssumme von 120.000 Mark enthielt“. Die Firma „Gebr. Bauer oHG“ wurde später aus dem Handelsregister gelöscht und als Burda-Betrieb fortgeführt. Nach dem Tod von Berthold Reiss (1951) forderte Erich Bauer, Miterbe von Gebrüder Bauer ebenfalls eine Entschädigung: Ein Drittel des Burda-Betriebes beziehungsweise 1 Million Mark. Erich Bauer bekam höchstrichterlich 250.000 Mark zugesprochen.
Ab 1945 druckte das Unternehmen Schulbücher und Briefmarken für die französische Besatzungszone sowie die französische Soldatenzeitung „Revue d'Information“. Nachdem Franz Burda senior von den französischen Behörden den Auftrag erhalten hatte, eine Illustrierte herauszubringen, erschien 1948 zum ersten Mal die Bildgazette „Das Ufer“, eine Vorläuferin der „Bunten“ („Bunte Illustrierte“), gegen den Widerstand vieler französischer Offiziere. Die Lizenz für „Das Ufer“ wurde auf den Namen einer Strohfrau ausgestellt. Den redaktionellen Teil des Blatts stellten damals noch die französischen Besatzer zusammen.
Aenne Burda, Ehefrau von Franz Burda senior, baute nach Kriegsende den Modeverlag A. Burda auf. Seine wichtigste Publikation war ab 1950 Burda Moden, ein Magazin für Schnittmuster. Die erste Ausgabe des Vorläufers unter dem Namen „Favorit“ kam schon 1949 auf den Markt. In wenigen Jahren stieg die Auflage von anfangs 100.000 auf rund eine halbe Million Exemplare. Aenne Burda entwickelte sich zum mit Abstand größten Kunden der Druckerei ihres Mannes, der formell keinerlei Mitspracherecht in ihrem Unternehmen hatte. Lediglich ihre Kinder beteiligte sie als Kommanditisten. 1954 erhielt der Verlag von Aenne Burda eine neue Zentrale am Kestendamm in Offenburg, die der Architekt Egon Eiermann entworfen hatte. Werbung für die Zeitschriften der Burdas machte ab 1954/55 unter anderem die sogenannte „Burda-Staffel“, drei Flugzeuge des Typs Piper PA-18 mit Spruchbändern am Heck.

### Expansion durch Übernahmen
1960 übernahm Burda die „Münchner Illustrierte“, die in die „Bunte“ integriert wurde. In der Folgezeit baute das Unternehmen den Standort in der bayerischen Landeshauptstadt aus, München wurde neben Offenburg zweiter Sitz des Unternehmens. 1961 wurde die Druckerei in Offenburg auf moderne Tiefdruckrotation umgestellt. Außerdem weihte man das 67 Meter hohe Burda-Hochhaus ein, das sich zu einem Wahrzeichen der Stadt entwickelte. Bereits in den 1950er Jahren diente ein Schornstein der Druckerei mit Fahrstuhl und Terrassenrestaurant als Aussichtspunkt. 1962 kaufte Burda die Mehrheit der Neuen Verlags-Gesellschaft mit Sitz in Karlsruhe, bekannt für die Zeitschriften „Freundin“ und „Film Revue“. Ende der 1940er Jahre war zunächst Marie-Pierre Kœnig, Oberbefehlshaber der französischen Truppen in Deutschland und Militärgouverneur der französischen Besatzungszone, Leiter des Verlags. 1953 kaufte Karl Fritz, der 1938 mit Burda die Bauer-Druckerei erworben hatte, schließlich die Neue Verlag-Gesellschaft. Mit der Übernahme 1962 kam auch der Filmpreis Bambi zum Burda-Verlag. 1963 erwarb Burda auch die traditionsreiche „Frankfurter Illustrierte“, die ebenfalls in die „Bunte“ integriert wurde. Das Blatt hieß fortan „Bunte Münchner Frankfurter Illustrierte“.

### Einstieg von Hubert Burda
1966 trat Hubert Burda in das Unternehmen ein. Nach der Promotion in Kunstgeschichte und diversen Volontariaten übertrug ihm Franz Burda zunächst die Leitung des Münchner Verlagshauses. Das Ende der 1960er Jahre mit millionenschwerem Werbeaufwand gestartete Männermagazin „M“ musste Burda nach zwölf Ausgaben wieder einstellen, was dem Verlag einen Verlust in Millionenhöhe bescherte. 1973 zog sich Franz Burda senior dann weitgehend aus dem Geschäft zurück: Er machte seine Kinder Franz junior, Frieder und Hubert zu geschäftsführenden Gesellschaftern. Während Franz Burda junior für die Druckereien verantwortlich war, kümmerte sich Frieder Burda um Finanzen und Verwaltung des Hauses. Hubert Burda leitete alle verlegerischen Aktivitäten. Er arbeitete außerdem als Redakteur für „Bunte“, war Redaktionsleiter und rückte 1976 zum Chefredakteur auf. Beeinflusst von Andy Warhol leitete er den Wandel der Zeitschrift von einer klassischen Illustrierten zur modernen Publikumszeitschrift („People-Magazin“) ein. 1983 zog die „Bunte“-Redaktion von Offenburg nach München. Die Büros befanden sich in der neu errichteten Zentrale des Burda-Verlags am Arabellapark, wo das Unternehmen bis heute einen Standort hat.

### Aufteilung des Unternehmens
Im Laufe der Jahre war durch zahlreiche Zu- und Verkäufe aus dem Druck- und Verlagshaus eine große Unternehmensgruppe entstanden, die nach dem Tod von Franz Burda senior im Jahr 1986 neu geordnet wurde. Die Brüder Franz und Frieder übernahmen sämtliche Beteiligungen, unter anderem an den US-amerikanischen Druckereien, deutschen Papierfabriken und dem österreichischen Pressevertrieb. Am lukrativsten waren die Anteile am Berliner Verlagshaus Axel Springer, das Dividenden in Millionenhöhe ausschüttete. Schon 1983 hatte Burda insgesamt 24,9 % an Axel Springer gekauft. Franz und Frieder bündelten ihre Beteiligungen in der F+F Burda KG mit Sitz in Baden-Baden. Hubert Burda wurde alleiniger Gesellschafter der Burda GmbH mit Sitz in Offenburg. In diesem Unternehmen waren die deutschen Druck- und Verlagsaktivitäten gebündelt. Mit der Trennung des operativen Geschäfts von der Beteiligung an Axel Springer vermieden die Eigentümer kartellrechtliche Probleme. Dadurch konnten Franz Burda junior und Frieder Burda ihre Beteiligung auf eine Sperrminorität erhöhen. 1988 verkauften sie ihre Anteile überraschend wieder an die Erben von Axel Springer, obwohl sie eigentlich mit Leo Kirch eine Mehrheit an Axel Springer angestrebt hatten. Hubert Burda zweifelte die Rechtmäßigkeit der Transaktion an, er machte ein Vorkaufsrecht für die Springer-Anteile geltend. Die Gerichte folgten seiner Argumentation jedoch nicht.

### Entwicklung zum Medienkonzern
Parallel zum Rechtsstreit mit seinen Brüdern hatte der Verlag von Hubert Burda rückläufige Umsätze zu verkraften. Dies änderte sich erst Ende der 1980er Jahre, insbesondere die Reichweite der „Bunte“ erholte sich wieder. Ausschlaggebend für das weitere Wachstum des Unternehmens war die Expansion nach Osten: 1987 wurde „Burda Moden“ als erste westliche Zeitschrift in der Sowjetunion verkauft. Nach der deutschen Wiedervereinigung rief Burda in Kooperation mit dem Gong Verlag die „Superillu“ ins Leben. Sie verstand sich als „Integrations- und Lebenshilfe beim Zusammenwachsen von Ost und West“ und wurde zu einer der meistverkauften Zeitschriften der neuen Bundesländer. Im Gegensatz dazu scheiterte die 1992 gestartete ostdeutsche Boulevardzeitung „Super!“. Um die daraus entstandenen Verluste auszugleichen, musste Burda sogar die Zentrale am Arabellapark verkaufen. Der erfolgreiche Start des „Focus“ machte die Probleme wieder wett: 1993 von Hubert Burda und Helmut Markwort gegründet, hatte das Magazin nach fünf Ausgaben rund 15.000 Abonnenten und erreichte eine Auflage von 300.000 verkauften Exemplaren. Später verkaufte der „Focus“ sogar mehr Anzeigen als „Der Spiegel“. Der „Focus“ war ein wichtiger Faktor bei der Entwicklung des Burda-Verlags zum Medienkonzern.
Mit Rückzug von Aenne Burda im Jahr 1994 kaufte Hubert Burda alle Anteile der übrigen Familienmitglieder und wurde damit alleiniger Inhaber ihres Verlags. Er wurde in den Konzern eingegliedert, agierte inhaltlich aber weiterhin weitgehend selbstständig. Zum Jahreswechsel 1994/1995 bündelte Burda seine Hörfunk- und TV-Anteile und führte die bis heute geltende Profitcenter-Struktur ein. Außerdem forcierte der Konzern durch Gründung diverser ausländischer Tochtergesellschaften die Internationalisierung.

### Investitionen in digitale Aktivitäten
Ab 1995 investierte Burda verstärkt in digitale Geschäftsmodelle und schuf dafür einen eigenen Geschäftsbereich. Als eine der ersten Maßnahmen beteiligte man sich an Europa Online, einem luxemburgischen Onlinedienst. Anfang 1996 startete mit „Focus Online“ das erste redaktionelle Nachrichtenangebot von Burda, weitere Websites folgten. Obwohl Europa Online sich als nicht erfolgreich erwies, setzte Burda seine Expansion im Internet fort. 2000 fasste der Konzern seine digitalen Geschäfte in der Focus Digital AG zusammen, die mit der Tomorrow Internet AG zum damals größten Internet-Konzern fusionierte. Um der Veränderung des Geschäfts Rechnung zu tragen, änderte das Unternehmen seinen Namen Ende der 1990er Jahre in „Hubert Burda Media“. Ein entsprechender Schriftzug wurde auch am 2000 eröffneten Burda Medien Park in Offenburg angebracht: Der futuristische Neubau entstand auf dem Gelände des ehemaligen Kinzigstadions. Dort zog 2001 auch die Burda Journalistenschule ein.
2000 lag die Gesamtleistung von Hubert Burda Media erstmals bei über drei Milliarden Mark.
2005 initiierte Hubert Burda Media die internationale Konferenz- und Innovationsplattform Digital Life Design (DLD). Die lockt seit ihrer Gründung namhafte Vordenker, Internet-Investoren und -Unternehmen nach München. 2007 übernahm der Konzern die restlichen Anteile am Gemeinschaftsunternehmen Vogel Burda, zu dem unter anderem das 1978 gegründete Computermagazin „Chip“ und das Technikportal „Chip Online“ gehören. 2009 stieg Burda beim sozialen Netzwerk XING ein: Der Medienkonzern kaufte zunächst 25,1 % der Anteile, drei Jahre später übernahm man die Mehrheit. Dies wurde 2012 in einem Artikel des Manager Magazins als weiterer wichtiger Schritt der digitalen Expansion Burdas eingeordnet. 2008 stieg Burda mit der Plattform „Millionenchance.de“ ins Online-Lotto-Geschäft ein, benötigte aber zur Überwindung von Lizenzproblemen bis 2014, um tatsächlich auf dem Markt aktiv werden zu können.

### Übergabe der operativen Leitung

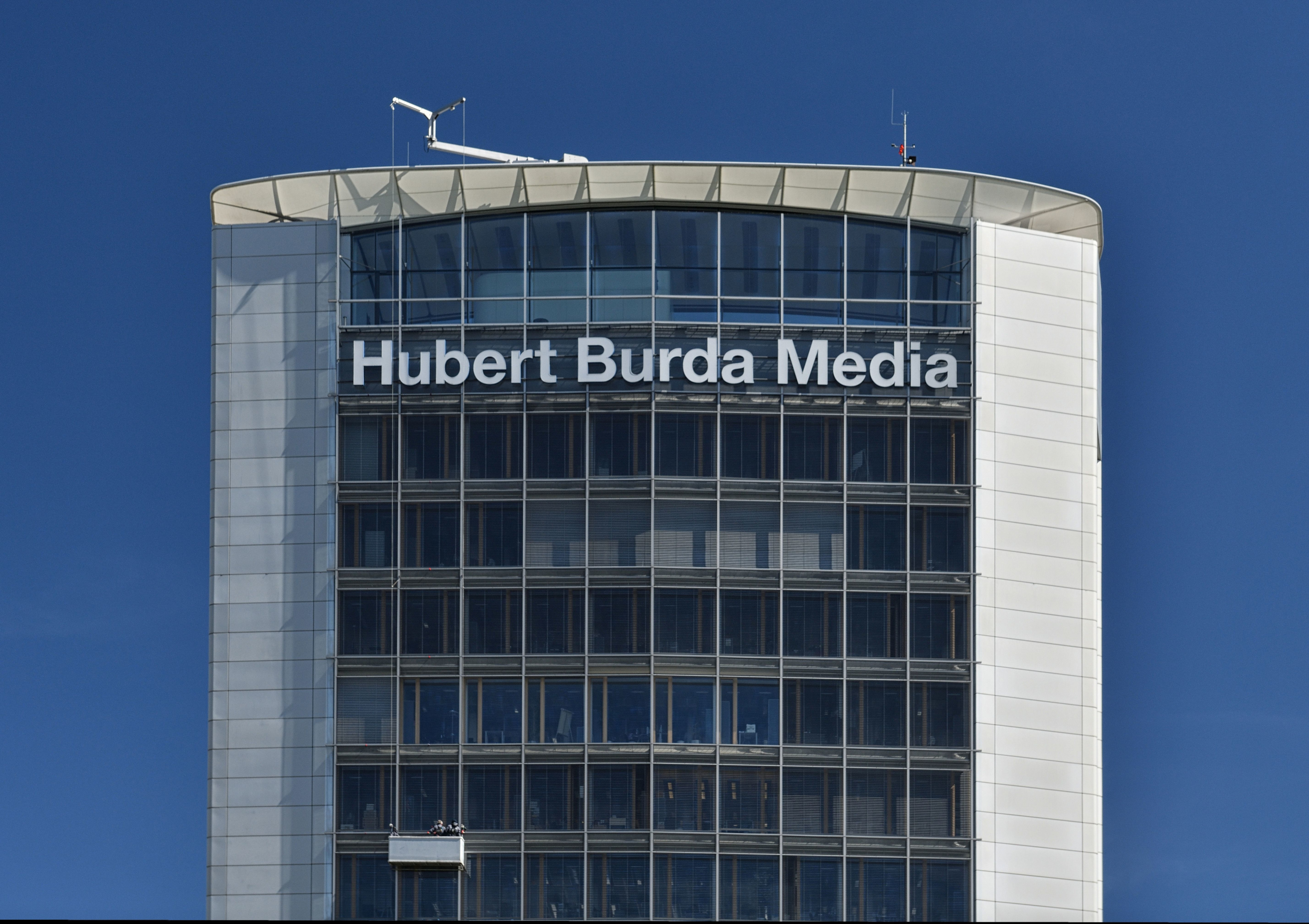
Hubert Burda Media Tower

Hubert Burda kündigte anlässlich seines 70. Geburtstags den Rückzug aus dem operativen Geschäft an. Zum Jahreswechsel 2009/10 wurde Paul-Bernhard Kallen zum neuen Vorstandsvorsitzenden des Konzerns ernannt, Hubert Burda blieb Verleger und geschäftsführender Gesellschafter. Als Mitglied des Verwaltungsrats war er zudem weiterhin nah dran an der strategischen Führung des Unternehmens. Der Vorstand berichtet an den Verwaltungsrat.
Beobachter beurteilten die Berufung wiederum als Stärkung des digitalen Geschäfts. Unter der Leitung Kallens startete beispielsweise die Konzerntochter Tomorrow Focus eine deutschsprachige Ausgabe der „Huffington Post“, einer weltweit bekannten Nachrichten- und Diskussionsplattform. Außerdem beteiligte sich Hubert Burda Media 2013 mehrheitlich am Webbrowser „Cliqz“, in den später auch die Mozilla Foundation investierte. 2016 rief eine Konzerntochter das Open-Source-CMS „Thunder“ ins Leben, das auch anderen Medienunternehmen offensteht.
Ende 2021 trat Kallen zurück, blieb aber Verwaltungsratsvorsitzender. Auf ihn folgte zum 1. Januar 2022 Martin Weiss als Vorstandsvorsitzender. Weiss wiederum musste Burda Anfang 2024 nach nur zwei Jahren aufgrund von Differenzen mit dem Verwaltungsrat verlassen.

## Gesellschafter der Hubert Burda Media und Konzernstruktur
Die Hubert Burda Media Holding Kommanditgesellschaft befindet sich in Familienbesitz. Im Sommer 2017 verpasste sich das Unternehmen eine neue Struktur. Bei Hubert Burda liegen ca. 25,01 Prozent der Gesellschaftsanteile, je knapp 37,5 Prozent bei seinen Kindern Jacob Burda (* 1990) und Elisabeth Burda Furtwängler (* 1992), die Ende 2010 erstmals am Konzern beteiligt wurden.
Alle drei Gesellschafter gehören dem Verwaltungsrat der 2017 neugegründeten Hubert Burda Media Holding Geschäftsführung SE an. Den Vorsitz des Verwaltungsrats, dem auch der Jurist Andreas Rittstieg angehört, hat Paul-Bernhard Kallen. Seit Januar ergänzt der Investor Alexander Kudlich den Verwaltungsrat. Vier Personen zählen zum Vorstand der Hubert Burda Media Holding Geschäftsführung SE: Marc Al-Hames, Holger Eckstein, Katharina Herrmann und Philipp Welte. Dieser Vorstand berichtet an den Verwaltungsrat.
Unter der Dachgesellschaft Hubert Burda Media ist der Konzern in einer dezentralen Profitcenter-Struktur organisiert. Die Tochtergesellschaften agieren weitgehend selbstständig, zentral organisiert ist beispielsweise die Beschaffung. Zum Konsolidierungskreis des Konzerns gehörten Ende 2020 insgesamt 225 Gesellschaften, davon 142 mit Hauptsitz in Deutschland und 83 im Ausland.

## Medien- und Digitalmarken
Zu Hubert Burda Media gehören Illustrierte, Magazine, Websites, Fernseh- und Radiosender. Außerdem sind diverse Versandhändler sowie Dienstleistungs- und Marketingunternehmen Teil des Konzerns. Die Kommission zur Ermittlung der Konzentration im Medienbereich (KEK) führt über 200 Mehrheits- oder Minderheitsbeteiligungen alleine für Deutschland auf. Der Konzern und sein Verleger gelten in der Medienbranche als Vorreiter bei der Entwicklung digitaler Geschäftsmodelle. Hubert Burda Media erzielt mehr als die Hälfte seines Umsatzes in diesem Bereich.
Nach eigenen Angaben erscheinen derzeit rund 500 Medienprodukte in 14 Ländern. Die wichtigsten Unternehmensbereiche des Konzerns sind Blue Ocean Entertainment, BurdaBroadcast, BCN, BurdaCommerce, BurdaDirect, BurdaDruck, BurdaForward, BurdaInternational, BurdaPrincipal Investments, BurdaServices, BurdaVerlag, C3 Creative Code and Content, HolidayCheck Group und New Work. Die Bereiche agieren als Profitcenter weitgehend unabhängig.
Die bekanntesten Medien- und Digitalmarken von Hubert Burda Media – chronologisch geordnet – sind:

### Bunte
Die Bunte ist eine deutschsprachige Publikumszeitschrift. Die erste Ausgabe erschien 1948 unter dem Namen „Das Ufer“. Unter der Leitung von Hubert Burda entwickelte sich die Bunte zur modernen Publikumszeitschrift. Heute ist die Bunte eine der auflagenstärksten deutschen Zeitschriften und eine der populärsten Medienmarken des Konzerns. Nach dem Rückzug von Patricia Riekel übernahm Robert Pölzer die Chefredaktion.

### Freizeit Revue
Die Freizeit Revue ist eine deutschsprachige Boulevardzeitschrift. Die erste Ausgabe kam 1970 auf den Markt. Das Blatt enthält zum Beispiel Berichte aus der Welt der Stars, Kreuzworträtsel und Ratgeber. Im Laufe der Jahre entwickelte sich die Freizeit Revue zu einer der auflagen- und renditestärksten Publikationen von Hubert Burda Media. Chefredakteur der Freizeit Revue ist Kai Winckler.

### Superillu
Der Burda-Konzern gründete die deutschsprachige Illustrierte Superillu 1990 – nach der deutschen Wiedervereinigung – speziell für den ostdeutschen Markt. Das Blatt entwickelte sich dort zur meistgelesenen Zeitschrift. Die Zeit bezeichnete die Superillu daher als das „Zentralorgan des Ostens“. Die Zeitschrift enthielt nicht nur heimatnahe Themen, sondern wandelte sich im Laufe der Jahre zu einer inhaltlich breit aufgestellten Familienzeitschrift. Stefan Kobus ist Chefredakteur des Blattes.

### Focus
Der Focus ist ein deutschsprachiges Nachrichtenmagazin. Es wurde 1993 als Alternative zum Spiegel ins Leben gerufen. Der Focus ist heute eines der drei reichweitenstärksten deutschen Wochenmagazine. Das Konzept stammt von Verleger Hubert Burda und Gründungschefredakteur Helmut Markwort. Ihm stand Uli Baur zur Seite. Seit dem 1. März 2016 ist Robert Schneider Chefredakteur des Focus.
Focus Online, eine der reichweitenstärksten deutschsprachigen Websites, gehört ebenfalls zu Hubert Burda Media.

### computeruniverse
Die computeruniverse GmbH (ursprünglich computeruniverse.net GmbH) ist ein 1999 in Bad Homburg gegründetes Elektronik-Versandhandelsunternehmen, das heute seinen Sitz in Friedberg hat.

### Cyberport
Cyberport ist ein 1998 gegründeter Einzelhändler von Elektronik. Das Unternehmen verkauft Notebooks, Tablets, Smartphones und andere Geräte sowohl online als auch in eigenen Filialen. Eine Beteiligungsgesellschaft von Hubert Burda Media unterstützte bereits den Aufbau von Cyberport mit Risikokapital, im Jahr 2000 erhöhte der Konzern dann seinen Anteil auf eine Mehrheit. Seit 2017 ist die Hubert Burda Media alleiniger Gesellschafter.

### InStyle
1998 brachte Hubert Burda Media die deutschsprachige Frauenzeitschrift InStyle auf den Markt. Sie ist ein Lizenzprodukt des US-amerikanischen Time-Verlags. InStyle berichtet über die Mode und den Lebensstil von Stars und Stilikonen. Sie richtet sich an jüngere Leserinnen. Chefredakteurin von InStyle ist Kerstin Weng.

### Chip Online
Chip Online, eine der größten redaktionellen deutschsprachigen Websites, ist eine weitere Digitalmarke von Hubert Burda Media.

### HolidayCheck Group
In der HolidayCheck Group sind die weltweiten Reise- und Bewertungsportale von Hubert Burda Media gebündelt. Gemessen am vermittelten Umsatz zählt HolidayCheck zu den führenden Websites dieser Art in Deutschland. Die börsennotierte HolidayCheck Group trägt ihren Namen seit 2016, zuvor firmierte das Unternehmen als Tomorrow Focus. Dieses entstand im Jahr 2001 durch den Zusammenschluss von Tomorrow mit Focus Digital.

### Digital Life Design
Digital Life Design (kurz DLD) ist die internationale Konferenz- und Innovationsplattform von Hubert Burda Media. Sie ging 2005 als „Digital Lifestyle Day“ an den Start. In den folgenden Jahren entwickelte sich die DLD zu einer wichtigen Veranstaltung der Internet- und Medienbranche. Dabei findet vor allem die Teilnahme von Vertretern der großen US-Konzerne regelmäßig Beachtung.

### XING
XING ist ein deutschsprachiges soziales Netzwerk für berufliche Kontakte mit mehr als zehn Millionen deutschsprachigen Mitgliedern. Es wurde 2003 unter dem Namen OpenBC von Lars Hinrichs gegründet. Zunächst kaufte Hubert Burda Media ein Viertel von XING, 2012 übernahm der Konzern dann die Mehrheit. XING treibt in den letzten Jahren vor allem die Online-Stellenvermittlung voran. Außerdem werden redaktionelle Inhalte forciert.

### Cliqz
Cliqz war ein Webbrowser mit integrierter Suchmaschine, der 2015 vorgestellt wurde. Er sticht insbesondere durch seine Suchfunktion ohne klassische Ergebnisseiten und den Tracking-Schutz hervor. Cliqz unterstützt die Betriebssysteme Windows, macOS, iOS und Android. 2016 investierte die Mozilla Foundation in Cliqz. Der Cliqz Browser wurde mit dem letzten Release am 14. Mai 2020 eingestellt.